# Rupt-sur-Othain
Rupt-sur-Othain ist eine französische Gemeinde mit 49 Einwohnern (Stand: 1. Januar 2022) im Département Meuse in der Region Grand Est (bis 2015 Lothringen). Sie gehört zum Arrondissement Verdun und zum Kanton Montmédy. 

## Geografie
Rupt-sur-Othain liegt etwa 39 Kilometer nordnordwestlich von Verdun. Umgeben wird Rupt-sur-Othain von den Nachbargemeinden Petit-Failly im Norden, Grand-Failly im Osten und Süden, Delut im Westen sowie Marville im Nordwesten.

## Bevölkerungsentwicklung
| Jahr                       | 1962 | 1968 | 1975 | 1982 | 1990 | 1999 | 2006 | 2011 | 2019 |
| Einwohner                  | 54   | 48   | 43   | 47   | 44   | 48   | 52   | 55   | 45   |
| Quellen: Cassini und INSEE |      |      |      |      |      |      |      |      |      |

## Sehenswürdigkeiten
- Kirche Saint-Nicolas aus dem 18. Jahrhundert
- Schloss

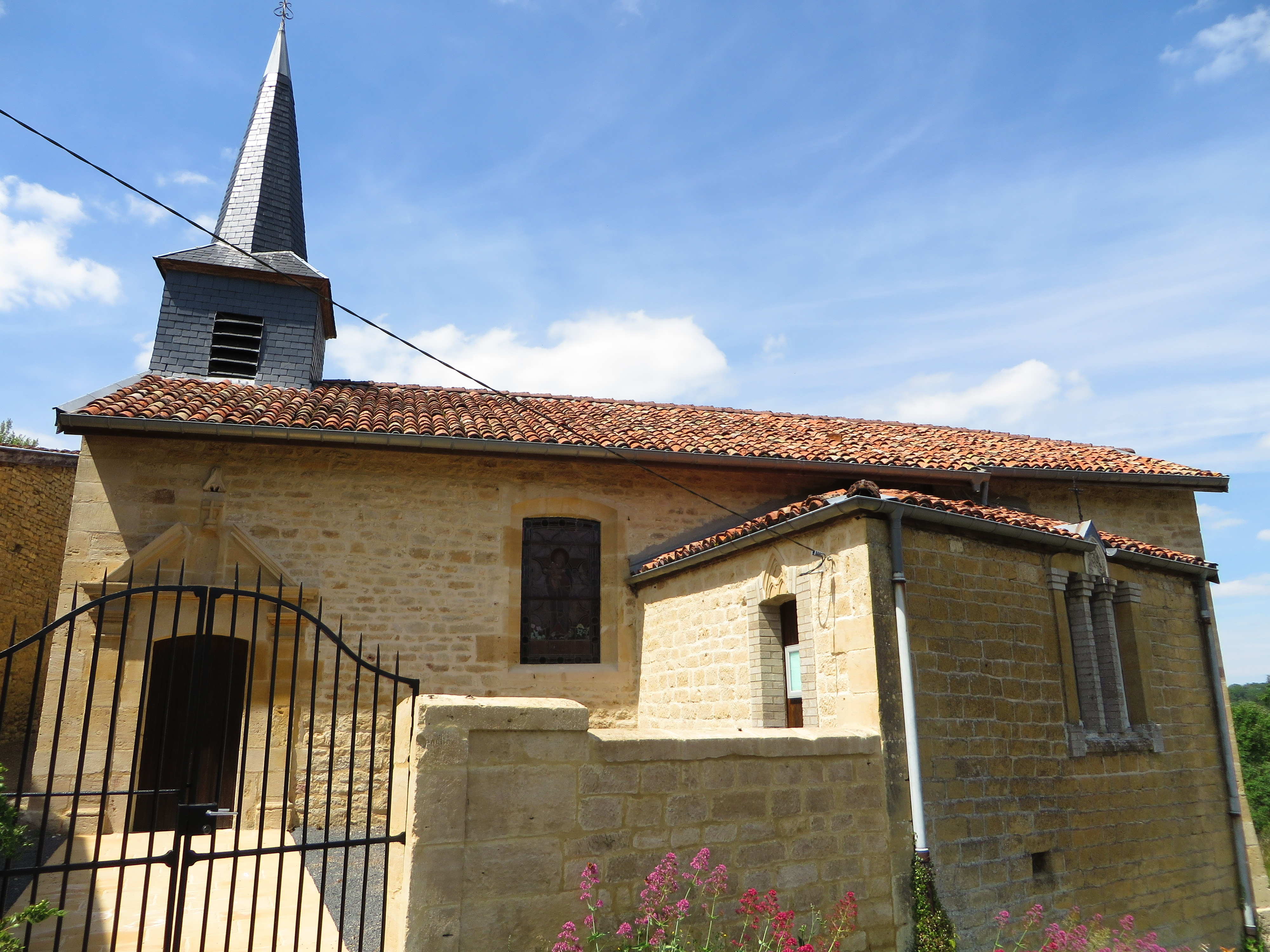
Kirche Saint-Nicolas
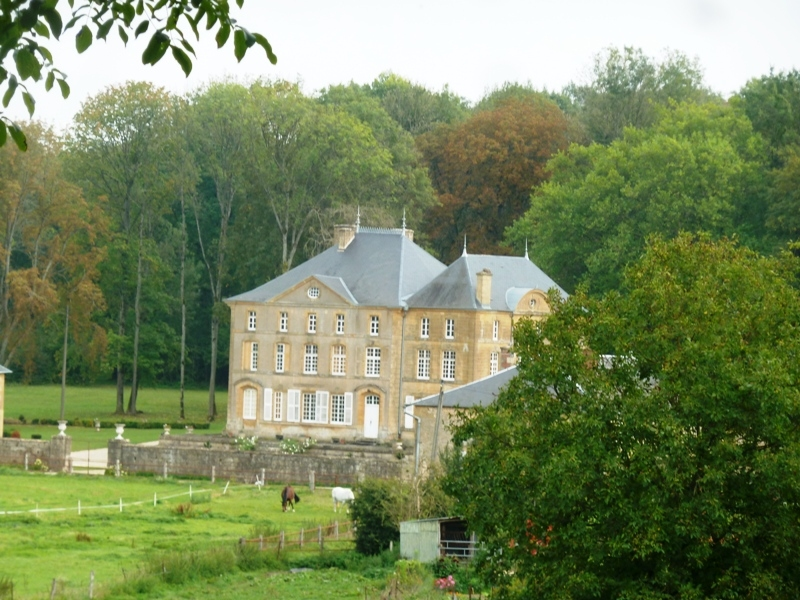
Schloss